# Lion Air-vlucht 610
Lion Air-vlucht 610 (JT610) was een binnenlandse Indonesische passagiersvlucht van Lion Air, die op 29 oktober 2018 kort na vertrek vanaf de internationale luchthaven Soekarno-Hatta in Jakarta in de Javazee stortte. Alle 181 passagiers en 8 bemanningsleden kwamen daarbij om het leven. De Italiaanse wielrenner Andrea Manfredi was een van de verongelukte passagiers.
Het betrokken toestel was een Boeing 737 MAX 8 en had de registratie "PK-LQP". Het toestel werd geëxploiteerd door Lion Air en vloog tussen de internationale luchthaven Soekarno-Hatta en Depati Amir Airport in Pangkal Pinang.
De oorzaak van het ongeval wordt onderzocht. Het incorrect functioneren van het Maneuvering Characteristics Augmentation System heeft een grote rol gespeeld bij het ongeval.
Op 31 oktober werd bekendgemaakt dat de romp van het vliegtuig mogelijk is teruggevonden. De Indonesische marine gaf aan dat er een 22 meter lang voorwerp onder water is gevonden. Op de locatie zouden ook de signalen van de zwarte dozen zijn waargenomen. De flightdatarecorder is op 2 november teruggevonden, de cockpitvoicerecorder werd in januari 2019 na lang zoeken teruggevonden.
In juli 2020 werd bekend dat Boeing tot nu toe 171 van de 189 rechtszaken -vanwege claims van nabestaanden- voor een deel of helemaal geschikt te hebben. Boeing maakte niet bekend hoeveel geld de nabestaanden hebben gekregen, vorig jaar september zeiden advocaten dat de vliegtuigbouwer voor ruim 1 miljoen euro per familie schikte. Dat bedrag was hoger als de slachtoffers een partner of kind hadden.

## Galerij

Vluchtprofiel
Afgelegde route

### Inzittenden
| Nationaliteit | Passagiers | Bemanning | Totaal |
| ------------- | ---------- | --------- | ------ |
| Indonesië     | 180        | 7         | 187    |
| Italië        | 1          | 0         | 1      |
| India         | 0          | 1         | 1      |
| Totaal        | 181        | 8         | 189    |